# Un jour, un enfant
Chansons représentant la France au Concours Eurovision de la chanson
La Source
(1968) Marie-Blanche
(1970)
Chansons ayant remporté le Concours Eurovision de la chanson
 La, la, la
(1968)  All Kinds of Everything
(1970)
Un jour, un enfant est une chanson de Frida Boccara sortie en 45 tours et parue sur l'album éponyme Un jour, un enfant en 1969. Elle est composée par Emil Stern sur des paroles d'Eddy Marnay.
C'est la chanson sélectionnée pour représenter la France au Concours Eurovision de la chanson 1969. Elle y est l'une des 4 chansons gagnantes à égalité, marquant la 4e victoire de la France au Concours Eurovision de la chanson. Les autres chansons gagnantes de 1969 sont De troubadour de Lenny Kuhr pour les Pays-Bas, Boom Bang-a-Bang de Lulu pour le Royaume-Uni et Vivo cantando de Salomé pour l'Espagne. 
Frida Boccara a enregistré la chanson en cinq langues, incluant le français ; en allemand, sous le titre de Es schlägt ein Herz für dich (« Un cœur bat pour toi ») ; en anglais, sous le titre de Through the Eyes of a Child (« À travers les yeux d'un enfant ») ; en espagnol, sous le titre de Un día, un niño (« Un jour, un enfant », traduit du titre original) et en italien, sous le titre de Canzone di un amore perduto (« Chanson d'un amour perdu »).

## Thème et composition
La chanson est une ballade classique, décrivant les merveilles du monde vu par l'enfant.

## Concours Eurovision de la chanson
Elle est intégralement interprétée en français, langue nationale, comme l'impose la règle entre 1966 et 1973. L'orchestre est dirigé par Franck Pourcel.
La chanson est la quatorzième chanson interprétée lors de la soirée, après Primaballerina de Siw Malmkvist qui représentait l'Allemagne et avant Desfolhada portuguesa de Simone de Oliveira qui représentait le Portugal. À l'issue du vote, elle obtient 18 points, se classant 1re à égalité sur 16 chansons,.

## Classements

### Classements hebdomadaires
| Classement (1969)                       | Meilleure position |
| --------------------------------------- | ------------------ |
| Belgique (Wallonie Ultratop 50 Singles) | 24                 |
| France (IFOP)                           | 35                 |

## Liste des titres
| A1. | Un jour, un enfant  | Eddy Marnay | Emil Stern   | 2:42 |
| B1. | Belle du Luxembourg | Eddy Marnay | Michel Magne | 3:45 |

## Historique de sortie
| Pays      | Titre                              | Date | Format   | Label   |
| --------- | ---------------------------------- | ---- | -------- | ------- |
| Allemagne | Es schlägt ein Herz für dich       | 1969 | 45 tours | Philips |
| Belgique  | Un jour, un enfant                 | 1969 | 45 tours | Philips |
| Brésil    | Un jour, un enfant                 | 1969 | 45 tours | Odeon   |
| Canada    | Un jour, un enfant                 | 1969 | 45 tours | Philips |
| Espagne,  | Un día, un niño Un jour, un enfant | 1969 | 45 tours | Belter  |
| France    | Un jour, un enfant                 | 1969 | 45 tours | Philips |
| Italie    | Canzone di un amore perduto        | 1969 | 45 tours | CGD     |
| Norvège   | Un jour, un enfant                 | 1969 | 45 tours | Philips |
| Pays-Bas  | Un jour, un enfant                 | 1969 | 45 tours | Philips |

## Reprises
- En 1970, Agnetha Fältskog du groupe ABBA a repris la chanson en suédois sur son album solo Som jag är (en), sous le titre Sov gott, min lilla vän (« Dors bien, mon petit ami »).
- En 1980, une version instrumentale de la chanson de Paul Mauriat a été utilisé comme indicatif musical pour la série télévisée dramatique philippine Lovingly Yours, Helen (en).